# 伍德萊克鎮區 (明尼蘇達州耶洛梅德辛縣)
伍德萊克鎮區（英語：Wood Lake Township）是位於美國明尼蘇達州耶洛梅德辛縣的一個行政鎮區。

## 地方資料
伍德萊克鎮區的面積為91.09平方千米，當中陸地面積為89.19平方千米，而水域面積為0.90平方千米。根據2020年美國人口普查的數據，當地共有人口214人，而人口密度為每平方千米2.35人。